# 藤井美菜
藤井 美菜（ふじい みな、1988年7月15日 - ）は、日本の女優。
新潟県出身。慶應義塾大学文学部卒業。ユマニテ所属。

## 来歴
出生はアメリカ合衆国カリフォルニア州サンディエゴに生まれ、生後10か月で帰国、6年後石川県から千葉県千葉市に転居、小学4年の時に新潟県新潟市に転居。
新潟市立寄居中学校、慶應義塾湘南藤沢高等部、慶應義塾大学文学部卒業。
9歳の時、引っ越し先の新潟に新潟市民芸術文化会館「りゅーとぴあ」がオープンし市民ミュージカルが開催されることになり、母の勧めでオーディションを受け、合格。『シャンポーの森で眠る』（1998年）で初舞台に立つ。
当初は「友だちが増えたら良いな」と軽い気持ちで参加したものの、演じることを続けたいと考えるようになり、同年より芸能事務所に所属し学業と並行して芸能活動を開始する。その後新潟に居住中は、『スクルージ』や『小公女』、『半神』などの舞台に立った。
中学校卒業まで新潟市で過ごし、芸能活動に力を入れるために高校進学を機に上京して、慶應義塾湘南藤沢高等部に進学する。高校進学後、本格的に芸能活動を開始。学業と両立させるため拘束時間の少ないCMから始めた。
2005年に出演した「インテル」のCMは放映期間が延長されるほど問い合わせが殺到した。2006年公開の『シムソンズ』で映画デビュー。同年には第88回全国高等学校野球選手権大会の朝日新聞のポスターおよび「ビクター・甲子園ポスター」キャンペーンのイメージキャラクターに抜擢された。
また、所属事務所の遷移については、同年6月、ユマニテからCATAMARANへ移籍したが、2011年10月に再びユマニテに戻った。

### 韓国での活動
2012年からは本格的に韓国での活動を開始し、日本と韓国を行き来しながらの活動をスタート。「ドラマの帝王」、「じゃがいも星」などのドラマに出演し、『私たち結婚しました 世界版』（原題：우리 결혼했어요)で世界での人気を高めた。2016年、ソウルドラマアワード2016にてアジアスター賞を受賞した。
2019年4月より海外エージェントのオーエン企画（ON WORLDWIDE）と専属契約を結んだ。
その後、映画『人間の時間』(監督:キム・ギドク)、ドラマ『ドクター探偵』、サバイバル番組『血のゲーム2』などに出演した。

## 人物
- 趣味は読書。特技はピアノ、韓国語。
- 韓国語は韓国のテレビドラマ『冬のソナタ』を字幕なしで見たいと思ったことをきっかけに、大学在学中に第二外国語として学び始めた[7]。

## 出演

### 映画
- シムソンズ（2006年2月18日） - 尾中美希 役[注 1]
- 未来予想図 〜ア・イ・シ・テ・ルのサイン〜（2007年10月6日） - 宮本あすか 役
- 雨の翼（2008年2月9日） - 主演・池上透花 役
- 犬と私の10の約束（2008年3月15日） - ミチ（海辺の女子高生） 役
- 長髪大怪獣ゲハラ（2009年） - 萩原桃子 役[注 2]
- すべては海になる（2010年1月23日） - ゆか 役
- 人の砂漠 「おばあさんが死んだ」（2010年3月6日） - 葉月 役
- 恐怖（2010年7月10日） - 主演・太田かおり 役
- 武士の家計簿（2010年12月4日） - 猪山政 役
- リトル・マエストラ（2013年2月1日） - 井坂沙希 役
- 人狼ゲーム（2013年10月26日） - 井上真理絵 役
- MONSTERZ モンスターズ（2014年5月30日） - 押切奈々 役
- 女子ーズ（2014年6月7日） - 青田美佳/女子・ブルー 役[8]
- デスノート Light up the NEW world（2016年10月29日） - 七瀬聖 / 白戶彩奈 役
- もっと猟奇的な彼女（2017年2月18日）[9][10]
- しゃぼん玉（2017年3月4日） - 美知 役[11]
- おもてなし（2018年3月3日、松竹） - 尚子 役[12][13]
- CINEMA FIGHTERS「Snowman」（2018年1月26日） - 深雪役[14]
- 人間の時間（原題：Human, Space, Time and Human）（2018年、2020年3月20日日本公開、Finecut, Seoul） - 主演・イヴ 役
- よだかの片想い （2022年9月16日） - ミュウ先輩 役

### テレビドラマ
- ブロッコリー（2007年1月20日、フジテレビ） - 主演・山下いなほ 役[注 3]
- 鹿男あをによし（2008年1月17日 - 3月20日、フジテレビ） - 佐倉雅代 役
- ブラッディ・マンデイ（テレビ朝日） - 朝田あおい 役
  - Season1（2008年10月 - 12月20日）
  - Season2（2010年1月23日 - 3月20日）
- 世にも奇妙な物語（フジテレビ）
  - '09春の特別編 「爆弾男のスイッチ」（2009年3月30日） - 水谷千明 役
  - '14秋の特別編 「サプライズ」（2014年10月18日） - 雅実 役
  - 25周年記念!秋の2週連続SP 傑作復活編「ズンドコベロンチョ」（2015年11月21日） - 伊藤秘書 役
  - '16秋の特別編「シンクロニシティ」（2016年10月8日） - 川島朱美 役[15]
- しぇいけんBABY! -Shakespeare Syndrome-（2010年1月3日、フジテレビ） - 海野アズサ 役
- 宿命 1969-2010 -ワンス・アポン・ア・タイム・イン・東京-（2010年1月15日 - 3月12日、ABC共同） - 白井亜希子 役
- チーム・バチスタ2 ジェネラル・ルージュの凱旋 第2話（2010年4月13日、関西テレビ） - 青木恵理 役
- 天使のわけまえ 第4話（2010年7月27日、NHK総合） - 園田恵子 役
- FACE MAKER 第3話（2010年10月21日、読売テレビ） - 安西エリナ 役
- クラシックミステリー 名曲探偵アマデウス 事件ファイル #80（2010年11月29日、NHK総合） - 白鳥姫子 役
- 美しい隣人（2011年1月11日 - 3月15日、関西テレビ） - 真下亜美 役
- ハングリー! 第8話 - 第9話（2012年2月28日 - 3月6日、関西テレビ） - 桃子 役
- これでいいのだ!!赤塚不二夫と二人の妻（2012年4月8日、NHK BSプレミアム） - 赤塚りえ子 役
- 恋するメゾン。〜Rainbow Rose〜（2012年4月13日 - 6月29日、テレビ東京） - レイカ 役
- 走馬灯株式会社 第3話（2012年7月30日、TBS） - 沼田しのぶ 役
- 大岡越前 第2話（2013年4月6日、NHK BSプレミアム） - お志乃 役
- 金田一少年の事件簿N（neo） 第8話 - 最終話（2014年9月13日 - 20日、日本テレビ） - 月読ジゼル 役
- 妻たちの新幹線（2014年10月25日、NHK名古屋） - 島多代 役
- ママとパパが生きる理由。（2014年11月20日 - 12月18日、TBS） - 津山千佳 役
- 闇の伴走者（2015年4月11日 - 5月9日、WOWOW） - 室谷祥子/園田貴美子 役[16]
- ドクター調査班〜医療事故の闇を暴け〜（2016年4月22日 - 6月3日、テレビ東京） - 田渕裕子 役[17]
- 金曜ロードSHOW!『デスノート　逆襲の天才』（2016年10月28日、日本テレビ） - 七瀬聖 役[18]
- レンタル救世主 第7話（2016年11月20日、日本テレビ） - 谷口愛乃 役
- コールドケース 〜真実の扉〜 第9話（2016年12月17日、WOWOW） - 結城房子 役
- FNS27時間テレビ にほんのれきし 『私たちの薩長同盟』（2017年9月10日、フジテレビ） - 幾松 役
- 家政夫のミタゾノ 第2シリーズ 第3話（2018年5月4日、テレビ朝日） - 浅野真実 役
- 恋のツキ（2018年7月27日 - 10月12日、テレビ東京） - 中村リサ 役[19]
- 捜査会議はリビングで! 第6話（2018年8月19日、NHK BSプレミアム） - 二階堂真希 役
- 節約ロック（2019年1月21日 - 3月25日、日本テレビ） - ヒロイン・大黒マキコ 役[20]
- 潤一 第一話（2019年7月13日、関西テレビ） - 映子 役[21]
- ハムラアキラ〜世界で最も不運な探偵〜 第3話（2020年2月7日、NHK総合） - 由良香織 役
- 妖怪シェアハウス 第7話（2020年9月12日、テレビ朝日） - 生霊/原島（西岡）梨沙 役
- 月曜プレミア8 『誉田哲也サスペンス ドンナ ビアンカ～刑事 魚住久江～』（2020年10月5日、テレビ東京） - ヨウコ 役
- ハルとアオのお弁当箱（2020年10月13日 - 12月29日、BSテレ東） - 織江 役
- ドラマスペシャル「はぐれ刑事三世」（2020年10月15日、テレビ朝日） - 三田陽菜 役[22]
- 神様のカルテ 第2話（2021年2月22日、テレビ東京） - 四賀藍子 役[23]
- 理想のオトコ（2021年4月8日 - 5月27日、テレビ東京） -  安積茉莉沙 役[24]
- 言霊荘 第7話 - 最終話（2021年11月20日 - 12月18日、テレビ朝日） - 夏目三葉 役[25]
- 駐在刑事（テレビ東京） - 和泉玲香 役[26]
  - Season3(2022年1月14日 - 2月25日)
  - スペシャル2022（2022年10月17日）
  - スペシャル2023（2023年9月25日）[27]
- しずかちゃんとパパ（2022年3月13日 - 5月1日、NHK BSプレミアム） - 長谷川真琴 役[28]
- 吉祥寺ルーザーズ 第8話（2022年5月30日、テレビ東京） - 秦弥生 役[29]
- しろめし修行僧 第10話（2022年6月11日、テレビ東京） - ミレ 役[30]
- 相棒 season22 第4話（2023年11月8日、テレビ朝日） - 久保崎美怜 役[31]
- 正直不動産2 第9話・最終話（2024年3月5日・12日、NHK総合・NHK BSプレミアム4K） - 神木香織 役
  - 正直不動産ミネルヴァ Special（2025年2月5日、NHK BS）[32]
- 風のふく島 第2話（2025年1月18日、テレビ東京） - 大迫千夏 役[33]

### 韓国ドラマ
- ドラマの帝王（2012年11月5日 - 2013年1月7日、SBS） - ワタナベアキコ 役[注 4]
- パンダさんとハリネズミ 第8話 - 第9話（2012年9月9日 - 15日、チャンネルA） - ミナ 役[注 5]
- もう一度ウェディング（2012年12月23日、KBS） - ウン・ミンセ 役[注 6]
- ドクター探偵（2019年7月17日- 9月5日、SBS） - ソク・ジニ 役

### 舞台
- シャンポーの森で眠る（1998年、新潟市民芸術文化会館）
- スクルージ（1999年）
- 小公女セーラ（2000年）
- ファデット（2001年）
- 半神（2002年）
- ドラマリーディング・シリーズ Vol.1 サロメ（2007年8月7・8日、パルコ劇場）
- 芸劇＋トーク 朗読『東京』 - 「白痴」（2015年1月7日、東京芸術劇場シアターイースト）

### ラジオ
- レコメン! 日本一自由な自由研究（2006年8月、文化放送）
- JOMO あの人の物語（2008年3月31日 - 2009年3月30日、TBSラジオ）

### CM
- インテル（2005年）
- NTTドコモ関西（2005年）
- ブルボン（2006年 - 2009年）
- 朝日新聞（2006年）
- 富士ゼロックス beat（2007年）
- オルビス（2007年）
- 三菱UFJニコス 企業（2007年）
- オデッセイ コミュニケーションズ Microsoft Office Specialist（2009年 - 2010年）
- 日本スポーツ振興センター BIG（2012年）
- 麒麟麦酒 氷結（2013年7月 - ）
- ヤクルト本社
  - ヤクルトレディ（2014年9月 - ） - 美菜 役[注 7]
  - ラクトデュウ 「乳酸菌と美しくなろう」篇（2019年7月10日 - ）[34]
- 日本マクドナルド グラコロ（2014年11月 - ）
- ファンケル エイジングケア洗顔クリーム（2015年）

### 広告
- 日本ビクター 第27回「ビクター・甲子園ポスター」キャンペーンイメージキャラクター（2006年）
- 名古屋市長選挙啓発キャンペーン（2009年）
- 新潟県 参議院議員通常選挙 選挙啓発イメージキャラクター（2010年）

### 配信ドラマ
- 『デスノート NEW GENERATION』三島篇・新生（2016年9月16日、hulu） - 七瀬聖 役
- 僕の愛しい妖怪ガールフレンド 第3話・最終話（2024年3月22日、Amazon Prime Video） - 妃叉那 役[35]

### ミュージックビデオ
- 松田亮治「くつずれ」（2006年）
- INFINITY16 welcomez MINMI,10-FEET 「真夏のオリオン」（2007年）
- 東方神起「どうして君を好きになってしまったんだろう?」（2008年）
- S.R.S「ワンダーソング」（2009年）
- 崎本大海「夜更けのバラッド」（2011年）
- Every Little Thing「STAR」・「MOON」（2011年）
- 神話 「This Love」（2013年）[注 8][36]
- ホ・ヨンセン 「体の弱い子」（2013年）[注 9][37]
- JUJU「守ってあげたい」（2013年）

### DVD
- CM NOW vol.133
- Gザテレビジョン vol.12

### その他
- 加藤ミリヤ 20 -CRY- Episode1 バースデイプレゼント（2009年、ケータイ音楽ドラマDOR@MO）
- place adore'e〜憧れの場所への旅〜トルコ編（2012年4月9日 - 、ドコモ動画）
- TRUNQ KOREA（2012年7月24日、TOKYO MX） - ソン・ジュンギとテグを紹介
- 私たち結婚しました 世界版（2013年、MBC） - イ・ホンギ（FTISLAND）と仮想結婚
- 100分de名著 夏目漱石スペシャル（2019年3月、NHK Eテレ） - 朗読
- 歴史秘話ヒストリア「戦国に生きた女性 細川ガラシャ 17通の手紙が伝える素顔」（2020年11月18日、NHK総合） - 細川ガラシャ 役
- UX新潟テレビ21開局40周年記念特別番組　新潟 水の末裔たち　「水」からひも解く「新潟」の歴史（2024年3月2日、新潟テレビ21） - ナビゲーター

## 書籍

### 雑誌
- チャンドンゴン! ビジュアル別冊 NEXT GIRL（2006年7月14日発行、日経BP社、ISBN 4-8222-1748-5）
- ノスタルジック写真物語 キミト、ドコカへ（2006年8月30日、発行：マーブルトロン、発売：ホラフキン中央公論新社、ISBN 978-4123901338）

### 写真集
- MINA FUJII 07-08（2009年2月19日、学習研究社、撮影：西條彰仁）ISBN 978-4054035997